# جمعية كشافة ومرشدات كوستاريكا
جمعية كشافة ومرشدات كوستاريكا هي المنظمة الكشفية الوطنية والتوجيهه في كوستاريكا. تأسست الحركة الكشفية في كوستاريكا في عام 1915 وأصبحت عضوا في المنظمة العالمية للحركة الكشفية في 1935. تأسست مرشدات الجمعية في عام 1922 وأصبحت عضوا في الجمعية العالمية للمرشدات وفتيات الكشافة في عام 1946 الجمعية لديها أكثر من 11,000 عضو من كلا الجنسين.
من الجوانب المهمة في كشافة كوستاريكا هو البرنامج الدراسي في الكشافة. هذا بالطبع هو إلزامي لجميع المعلمين في المستقبل. وبطبيعة الحال يسلط الضوء على القيمة التربوية للحركة الكشفية.
الكشافة في كوستاريكا تركز على خدمة المجتمع، ومشاريع الحفاظ على الكشافة والطبيعة الريفية. جمعية كشافة ومرشدات كوستاريكا لديها مكتب وطني و 8 مكاتب إقليمية في جميع أنحاء تسع مناطق في كوستاريكا (سان خوسيه، ووسط وشمال ألاخويلا، هيريديا، قرطاج، غواناكاست، بونتاريناس، برونكا، وليمون). كل مكتب إقليمي له إقليم تنفيذي الذي يربط المنطقة مع المكتب الوطني.

## روابط خارجية
- الموقع الرسمي لجمعية كشافة ومرشدات كوستاريكا